# Souto de Rebordões
Souto de Rebordões is een plaats (freguesia) in de Portugese gemeente Ponte de Lima en telt 1253 inwoners (2001).

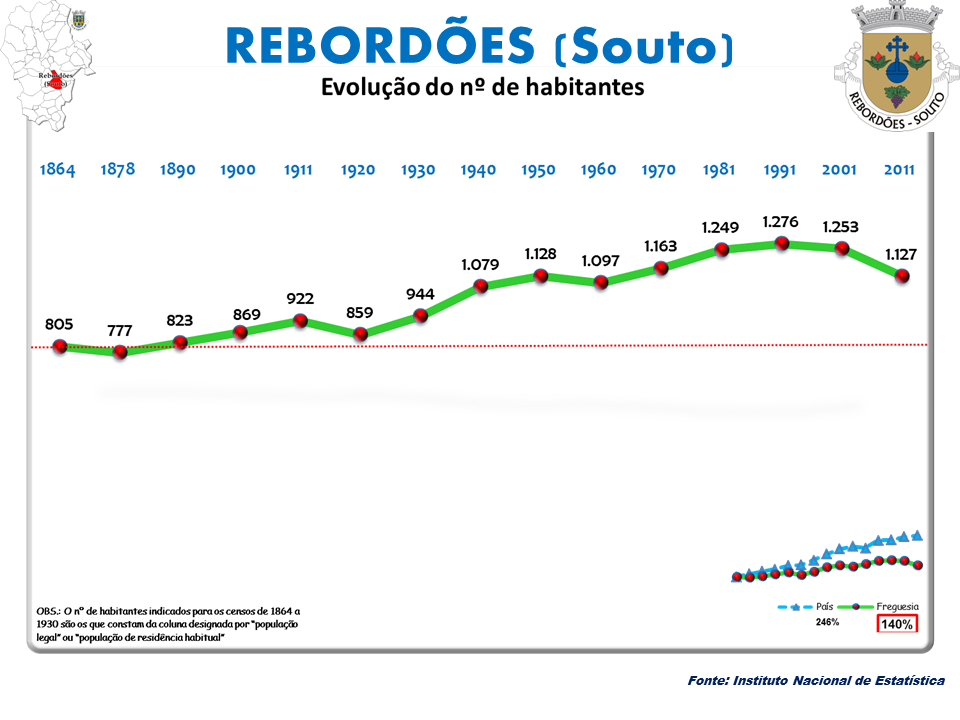
Bevolkingsontwikkeling tussen 1864 en 2011